# Acaulon nanum
Acaulon nanum är en bladmossart som beskrevs av C. Müller 1888. Acaulon nanum ingår i släktet pygmémossor, och familjen Pottiaceae. Inga underarter finns listade i Catalogue of Life.